# Белахов, Леонид Юлианович
Леонид Юлианович Белахов  — советский военный, общественный и политический деятель, депутат Верховного Совета РСФСР.

## Биография
Родился 9 июня 1907 года в Виннице. Окончил шестиклассную школу и работал на сахарном заводе. В 1929 году окончил рабфак политехнического института, по окончании работал инженером.
Избирался депутатом Верховного Совета РСФСР I созыва от Абатского избирательного округа Омской области (1938—1947).
В 1932 году был призван в РККА, в 1939 году закончил инжфак Военно-воздушной инженерной академии.
В 1939−1940 годах — заместитель начальника Главного управления Севморпути при Совете Народных Комиссаров. В 1940−1943 годах — начальник политуправления Наркомата морфлота, замнаркома морского флота.
7 августа 1942 года Постановлением Государственного комитета обороны №2159 Л. Ю. Белахов был назначен «уполномоченным ГКО по морским перевозкам в Астрахани и Гурьеве». Ему была поставлена задача любой ценой организовать доставку нефти и нефтепродуктов из Баку и Махачкалы в Гурьев. Проблема заключалось в отсутствии в Гурьеве нефтеналивного флота с малой осадкой, способного плавать по Урало-Каспийскому (Гурьевскому) каналу. Для решения этой проблемы Белахов организовал перевод из Астрахани на Гурьевский рейд 150-и речных нефтеналивных барж Волжского пароходства. Перевозка горючего происходила следующим образом: из Баку на крупнотоннажных танкерах нефть доставлялась до Баутино (порт Шевченко), где перекачивалась в морские баржи с последующей доставкой их на буксирах на Гурьевский рейд; на рейде горючее вновь перекачивалось в речные нефтеналивные баржи с малой осадкой, а затем с помощью мелкосидящих буксиров эти баржи проводились через Гурьевский канал до острова Пешной, куда была подведена железная дорога. В ноябре 1942 года Белахову было дано указание продолжать навигацию до тех пор, пока это будет возможно. Имея в распоряжении единственный на Каспии ледокол навигацию удалось продлить до 16 декабря 1942 года. С наступлением холодов и установлением ледового покрова на Урало-Каспийском канале, по предложению Белахова и капитана Мезенцева, из реки Урал на рейд вывели наливные баржи грузоподъёмностью около 60 тысяч тонн, залили их подвезёнными нефтепродуктами и вморозили в лед. После прокладки по льду трубопровода топливо перекачали в Гурьев. Это решение привело к тому, что в море зазимовали два каравана из 22 нефтеналивных судов вместе экипажами. По итогам всей операции через Гурьев было доставлено почти полмиллиона тонн нефти (по другим данным — около 320 тысяч тонн). Для сравнения за тот же период по Красноводской железной дороге было доставлено только 130 тысяч тонн нефти.
Помимо организации транспортировки нефти Белахов обеспечил перевозку более 250 тысяч солдат и офицеров из Астрахани в Махачкалу. Эти войска были необходимы для укрепления обороны Кавказа. На Каспии практически не имелось транспортного флота, поэтому Белахов вынужден был для переброски войск использовать палубы крупнотоннажных танкеров. При этом из Астрахани до Астраханского рейда людей доставляли на морских нефтеналивных баржах. Также танкеры использовались для эвакуации десятков тысяч человек из Махачкалы в Красноводск.
В январе 1943 года Белахов вернулся в Москву. А. И. Микоян следующим образом охарактеризовал, операцию проведенную Белаховым: «Мы с товарищем Сталиным думали, что вы доставите фронту примерно 200 тысяч тонн горючего, а вы доставили около полумиллиона. Это один из решающих факторов, повлиявших на ход войны. Мы ценим вашу смелость, вашу настойчивость. Вы сделали великое дело. Ваш риск с флотом был оправдан».
С сентября 1944 года являлся Уполномоченным Государственного Комитета Обороны, а затем начальником Дунайского Военно-Транспортного Управления.
11 июля 1945 года присвоено звание генерал-майора инженерно-технической службы. В 1949−1953 годах — начальник центральной авиаремонтной базы. В 1952−1963 годах работал директором авиационного завода.
С 22 мая 1963 года — в запасе. Умер в Москве 9 июня 1975 года, похоронен на Донском кладбище